# Макс Ротт
Макс Ротт (народився 1863 року в Галичині, Австро-Угорщина як Мендель Роттманн; помер, ймовірно, у березні 1922 у Відні  ) — австрійський комік і співак двовіршів.
Він був представником єврейської комедії, здобув велику популярність у ранньому віденському кабаре як учасник ансамблю Будапеський Орфей. Виступав як сольно, так і в дуетах у ролі «Братів Ротт».

## Життя та діяльність
Ротт виховувався суворо ортодоксально, як син єврейського оптового купця, тому в молодості переїхав з дому. Заробляв на життя єврейськими народними піснями, які виконував у корчмах у Львові та Перемишлі. Так він познайомився зі співаками Ромсом і Шором, з якими створив «Тріо Ромс», яке виконувало комічні співочі та танцювальні номери. Їхні виступи занесли їх у Будапешт, де вони записали «Тенориста» Бенджаміна Бласса в «Орфеумі» Герцмана . Разом з Блассом Ротт трохи пізніше сформував співочий і комік-дует «Gebrüder Rott», який виступав у «Орфеумі» Пруггмейера.
Коли віденський імпресаріо Бернхард Лауцкі зібрав нову команду для свого музичного шоу в Будапешті в 1889 році, він також дізнався братів Ротт і познайомився з ними. Лауцкі заснував товариство Будапеський Орфей, з яким спочатку хотів зіграти лише в літньому сезоні 1889 року. Однак великий успіх забезпечив, що ансамбль, а разом з ним і Макс Ротт, оселилися у Відні.
У 1899 році Бенджамін Бласс захворів, і Ротт знайшов Бернхарда Лібеля як нового коміка для «Братів Ротт». Пізніше, коли Генріх Айзенбах увійшов до Будапеського Орфею, почався розквіт Ротта. Він грав у численних народних п’єсах, витівках та одноактках. 
Серед іншого, Ротт виступав окремо з програмою «Die Brautschau». Як співак двовіршів, він інтерпретував такі твори, як «Єврейський приватний репетитор», «Я був такий щасливий з війни, і з неї нічого не вийшло», «Я вірю, що я мешуг», інші.
У 1915 році у Ротта розпочалася хвороба, яка  спричинила розлад мови. Тому йому довелося припинити свою діяльність у віці 52 років.  Ротт, ймовірно, помер у березні 1922 року, коли з’явився некролог Альфреда Полгара.

## Некролог
Ротт був з відтінком жаргону, і він приніс цю комедію із собою на сцену. Його вважали представником східноєврейської комедії. Він невимовно добре зіграв розчавлених і поневолених, яких використовували для бізнесу, об них всі витирали чоботи. Маленькі невинні негідники, які ухиляються від любові і заслуг.— Альфред Полгар, 15 березня 1922 року